# Quo Vadis (gruppo musicale)
I Quo Vadis sono stati una band melodic technical death metal di Montréal, Québec, Canada. Il nome trae ispirazione dal romanzo dello scrittore polacco Henryk Sienkiewicz.

## Storia del gruppo
Le influenze della band sono numerose e varie, la maggior parte relative al death metal e alla musica classica. Nel primo album in studio, Forever..., il suond era più potente e brutale, con una forte tinta lirica, che includeva passaggi di violino, parlato e una ballad con una Sebrina Lipari, una cantante lirica.
Nel secondo album, Day Into Night, l'attenzione si sposta maggiormente verso il death metal, che porta ad una crescita di popolarità negli Stati Uniti e in Sud America. Pur godendo di una qualità di registrazione superiore, l'eccessiva enfasi della batteria è stata criticata da alcuni addetti ai lavori.
Dopo Defiant Imagination del 2004, nel 2005 la band ha pubblicato il triplo DVD Defiant Indoctrination, contenente le riprese del concerto di Montréal del 7 maggio dello stesso anno. La scaletta del concerto comprende tutte le tracce dell'album dell'anno precedente più qualche estratto dei primi due full-length, il tutto supportato da effetti visivi e teatrali.
Il terzo DVD della pubblicazione contiene per intero la performance Yanic Bercier.
Il 13 luglio 2008 Parè, Bercier e Lapointe lasciano la band per ragioni non meglio precisate. La band si scioglie nel 2011.

## Formazione

### Ultima
- Bart Frydrychowicz - chitarra, voce

### Turnisti
- Marc-André Gingras - chitarra
- Roxanne Constantin - tastiere, pianoforte, voce

### Ex componenti
- Sebrina Lipari - voce
- Stéphane Paré - voce
- Arie Itman - chitarra, voce, violino
- Alex Auburn - chitarra (solo live)
- Remy Beauchamp - basso
- Dominc Lapointe - basso
- Yanic Bercier - batteria, voce
- Steve DiGiorgio - basso
- William Seghers - chitarra (Neuraxis)
- Elizabeth Giroux - violoncello

## Discografia
Album in studio
- 1996 - Forever...
- 2000 - Day Into Night
- 2004 - Defiant Imagination

Demo
- 1995 - Quo Vadis

Raccolte
- 2001 - Passage in Time

Live
- 2007 - Live in Montreal

## Videografia

### DVD/VHS
- 2005 - Defiant Indoctrination